# Maria Strelenko
Maria Strelenko, née le 16 juin 1976 à Saint-Pétersbourg et morte le 12 novembre 2011 dans la même ville, est une biathlète russe. 

## Biographie
Elle débute en Coupe du monde en mars 1999, puis obtient ses premiers podiums dès la saison suivante, montant sur son seul podium individuel lors du sprint de Pokljuka, localité où elle gagne un relais avec ses coéquipières russes. Elle est active au niveau international jusqu'en 2003.
En janvier 2011, elle meurt dans sa ville natale à l'issue d'une longue maladie.

## Palmarès

### Championnats du monde
| Épreuve / Édition        | Individuel | Sprint | Poursuite | Départ en masse | Relais |
| Mondiaux 2000 Oslo Lahti | 20e        |        |           |                 |        |
| Mondiaux 2001 Pokljuka   | 15e        |        |           |                 |        |

### Coupe du monde
- Meilleur classement général : 29e en 2000.
- 1 podium individuel : 1 deuxième place.
- 3 podiums en relais, dont 1 victoire.